# Hadiqa Bashir
Hadiqa Bashir (née en 2002) est une militante pakistanaise œuvrant pour mettre fin aux mariages d'enfants. Elle est devenue Ambassadrice des droits des filles asiatiques et lauréate du prix humanitaire Muhammad Ali.

## Jeunesse
Hadiqa est née en 2002 et est la fille de Iftikhar Hussain (père) et Sajda Ifthikar (mère).
Hadiqua Bashir avait dix ans lorsque sa grand-mère a voulu la marier. Elle avait assisté, plus jeune, au mariage précoce d'une de ses camarades de classe qui ne voulait pas se marier et subira très vite des violences. Dans la province pakistanaise conservatrice de Khyber Pakhtunkhwa, l'honneur de la famille repose sur la chasteté de ses filles, qui sont marier très jeunes pour éviter tout rapport sexuelle avant le mariage. Très vite, elle prend conscience des dangers que représente le mariage forcé des enfants. Lorsqu'elle reçoit une demande en mariage, son oncle l'aide à repousser et à éviter ce mariage, Depuis lors, Hadiqua travaille dans sa communauté pour aider à mettre fin aux mariages d'enfants.

## Activisme
Après l'école, elle va de maison en maison pour parler aux familles et les persuader de ne pas marier leurs filles. Elle intervient chaque fois qu'elle entend parler d'un mariage forcé et cherche à les sensibiliser à l'importance de l'éducation des filles. Elle a déjà réussi à convaincre certaines familles de sa communauté de ne pas forcer leurs filles à se marier.
S'appuyant sur son expérience, Hadiqa créé en 2014 le mouvement Girls United for Human Rights (GUHR) pour mettre fin au mariage des enfants et promouvoir les droits des femmes et des filles.
Girls United est une organisation exclusivement féminine qui organisent des séances de sensibilisation dans les écoles, les collèges et les communautés locales pour promouvoir les droits des filles, leur autonomisation, leur scolarisation et leur sécurité. Elle s'adresse également aux représentants du gouvernement et des ministères. L'organisation cherche à faire évoluer les mentalités pour que le mariage des filles soit considéré comme anormal.
En 2012, Hadiqa Bashir est victime d'une tentative d'assassinat dans laquelle elle est gravement blessée.
En 2016, Haquida est devenue la première fille pakistanaise à recevoir le prix d'ambassadrice des filles asiatiques.
En 2015, elle a reçu le troisième prix humanitaire Muhammad Ali,.